# Заполярний ВТТ і будівництво 301
Не плутати з Заполярний ВТТ і будівництво 503
Заполярний ВТТ і будівництво 301 (рос. ЗАПОЛЯРНЫЙ ИТЛ И СТРОИТЕЛЬСТВО 301, Заполярлаг, Полярный ИТЛ) — підрозділ системи виправно-трудових установ СРСР, оперативне керування якого здійснювало Головне Управління таборів залізничного будівництва (ГУЛЖДС).
Час існування: організований 12.03.41;
закритий 25.01.42.
Дислокація: Найбільш імовірна дислокація у Воркуті (Комі АРСР).

## Історія
Особливістю цього табору було те, що в цій місцевості рідко коли проходила людська нога. Суцільна тундра, немає ні єдиного деревця, про дороги, які могли б підтримувати життєвий зв'язок з підрозділами табору і самим керуванням, не було й мови.
Контингент в'язнів цього табору в основному складався з прибулих з будівництв 105 і 106, де пройшов сувору школу зими в період війни з Фінляндією. Завдяки цьому люди швидко змогли освоїти цей край, зробити собі житло з моху і снігу, коротко кажучи, пристосуватися до життя і роботи в тундрі.
У цих умовах табору, з зонами огорожі, вахтами тощо, — тут не було. Саме управління та співробітники жили в наметах, обкладених мохом і снігом.
Через деякий час після прибуття в Заполярлаг керівництву довелося знову організувати роботу по вивільненню окремих категорій ув'язнених і передачу їх в РСЧА. Всього по Заполярлагу було звільнено і передано в РККА близько 350 осіб.

## Виконувані роботи
- будівництво залізничної лінії Воркута-Хабарово,
- будівництво тимчасового порту Югорський Шар та тимчасової зимової дороги (зимника),
- будівництво залізниці Воркута-Югорський Шар і зимника з боку Воркути.